# Fredrika Stahl
Fredrika Stahl (ur. 24 października 1984 w Sztokholmie) – szwedzka wokalistka i autorka tekstów.
W wieku 21 lat wydała swój pierwszy album A Fraction of You. Płyta wydana przez wytwórnię Vogue ukazała się 27 marca 2006 we Francji, a trzy miesiące później w rodzinnej Szwecji oraz Finlandii. Jej styl określany jest jako połączenie jazzu i muzyki pop. Oprócz śpiewu, Stahl gra na gitarze i fortepianie. W nagraniu A Fraction of You wzięli udział Tom McClung (fortepian i aranżacje), José Palmer (gitara), Diego Imbert (kontrabas) i Karl Jannuska (bębny). Teksty i muzykę napisała Stahl.
W Polsce Fredrika Stahl wystąpiła po raz pierwszy na koncercie promującym nową płytę w Warszawie 22 maja 2010 podczas Dnia Szwecji.

## Dyskografia
| A Fraction of You           | - Data: 30 października 2006 - Wydawca: Sony Music   | 134 |
| Tributaries                 | - Data: 10 czerwca 2008 - Wydawca: Sony Music        | —   |
| Sweep me away               | - Data: 25 października 2010 - Wydawca: Sony Music   | 120 |
| Off to dance                | - Data: 16 kwietnia 2013 - Wydawca: Columbia Records | 168 |
| "—" album nie był notowany. |                                                      |     |